# فرانزيسكا بروس
فرانزيسكا براوس (من مواليد 20 نوفمبر 1998) هي لاعبة طريق ومضمار ألمانية محترفة، وهي تتسابق حاليًا لفريق طواف العالم للدراجات للسيدات النسائي القاري سيراتيزيت. وهو فريق محترف لركوب الدراجات للسيدات في عام 2012، فازت فرانزيسكا براوس بأول لقب وطني لها عندما أصبحت بطلة ألمانيا في سباق الطريق لأطفال المدارس. وهي بطلة ألمانية متعددة وبطلة أوروبا. فازت بالميدالية الذهبية في دورة الألعاب الأولمبية الصيفية 2020 على المضمار في سعي فريق السيدات مع ليزا برينور، ميكي كروجر وليزا كلاين، مسجلة الرقم القياسي العالمي الجديد.

## النتائج الرئيسية
2013
- مطاردة الفريق الثاني، بطولة المضمار الوطنية للناشئين

2014
البطولة الوطنية للناشئين
- المطاردة الفردية الأولى
- التجربة الثانية لمسافة 500 متر
- مطاردة الفريق الثاني

2015
- مطاردة الفريق الأول، بطولة المضمار الوطنية للناشئين

2016
البطولة الوطنية للناشئين
- المطاردة الفردية الأولى
- سباق النقاط الأول
- مطاردة الفريق الأول
- التجربة الثانية لمسافة 500 متر

2017
بطولات المسار الوطنية
- ماديسون الأول
- مطاردة الفريق الثاني
- الأومنيوم الثاني
- المطاردة الفردية الثالثة

مطاردة الفريق الثالث، بطولة أوروبا تحت 23 سنة
2018
بطولة أوروبا تحت 23 سنة
- الأومنيوم الثاني
- مطاردة الفريق الثالث

2019
بطولة المسار الأوروبية
- المطاردة الفردية الأولى
- مطاردة الفريق الثاني

بطولة أوروبا تحت 23 سنة
- المطاردة الفردية الأولى
- مطاردة الفريق الثالث

بطولات المسار الوطنية
- مطاردة الفريق الأول
- الأومنيوم الأول

2020
بطولة أوروبا تحت 23 سنة
- المطاردة الفردية الأولى
- مطاردة الفريق الثاني

بطولة العالم للدراجات على المضمار UCI
- المطاردة الفردية الثالثة
- مطاردة الفريق الثالث

2021
- مطاردة الفريق الأول، الألعاب الأولمبية الصيفية 2020